# Pueblo Viejo (Magdalena)
Pueblo Viejo é um município da Colômbia, localizado no departamento de Magdalena.